# Eunidia laterialba
Eunidia laterialba là một loài bọ cánh cứng trong họ Cerambycidae.